# Житичі
Обласний футбольний клуб «Житичі» — колишній український футбольний клуб з міста Житомира.

## Історія
Клуб створений у 2005 році. Після того, як головна команда області «Полісся» припинила своє існування, в Житомирі з'явилися відразу дві команди: МФК «Житомир» і ОФК «Житичі». Тільки 2 гравця  «Полісся» опинилися саме в «Житичах» — це Кучерук і Соболевський. Команда заявилася у другу лігу, де весь сезон трималася в групі середняків. Сезон почали з візиту до Києва, де 6 серпня зустрілися з третьою командою Динамо у Кончі-Заспі і поступилися з мінімальним рахунком. Єдиного гола було забито з пенальті. Житичі на поле вивів Юрій Стрихарчук. Впродовж сезону «Житичі» було підсилено гравцями МФК «Житомир», який розпався. «Житичі» стали головною командою області. Сезон було завершено на 8 позиції.
У наступному сезоні 2006/07 «Житичі» не стартували. Клуб не зміг пройти ліцензування ПФЛ.

## Склад команди
Станом на    року відповідно до footballfacts.ru
| №            | Футболіст           | Дата народження   | Країна   |
| Воротарі     | Воротарі            | Воротарі          | Воротарі |
| ------------ | ------------------- | ----------------- | -------- |
|              | Андрій Бандрівський | 9 березня 1985    | Україна  |
|              | Сергій Підмогильний | 4 липня 1982      | Україна  |
|              | Володимир Тимофєєв  | 30 травня 1981    | Україна  |
| Захисники    |                     |                   |          |
|              | Андрій Біскуп       | 27 листопада 1982 | Україна  |
|              | Борис Бутханов      | 26 травня 1969    | Україна  |
|              | Василь Гречаний     | 23 січня 1975     | Україна  |
|              | Сергій Дьомушкін    | 4 квітня 1976     | Україна  |
|              | Сергій Загоруйко    | 23 червня 1975    | Україна  |
|              | Віталій Ісаєв       | 28 лютого 1979    | Україна  |
|              | Петро Кучерчук      | 22 жовтня 1979    | Україна  |
|              | Сергій Оніщук       | 5 листопада 1987  | Україна  |
|              | Руслан Соболевський | 10 січня 1973     | Україна  |
|              | Олександр Уланов    | 14 березня 1983   | Україна  |
|              | Дмитро Шевчук       | 29 листопада 1987 | Україна  |
| Півзахисники |                     |                   |          |
|              | Едуард Багіров      | 30 травня 1975    | Україна  |
|              | Олексій Бондар      | 20 березня 1976   | Україна  |
|              | Юрій Вигівський     | 23 листопада 1982 | Україна  |
|              | Олексій Карпук      | 6 липня 1986      | Україна  |
|              | Юрій Колесник       | 5 травня 1977     | Україна  |
|              | Ярослав Комар       | 11 листопада 1981 | Україна  |
|              | Дмитро Кузьмін      | 15 лютого 1985    | Україна  |
|              | Микола Лихолат      | 28 січня 1982     | Україна  |
|              | Михайло Матлаш      | 31 серпня 1984    | Україна  |
|              | Ігор Мельник        | 2 червня 1982     | Україна  |
|              | Денис Мосякін       | 24 листопада 1985 | Україна  |
|              | Валерій Налікашвілі | 6 липня 1982      | Україна  |
|              | Микита Омельянчук   | 20 жовтня 1987    | Україна  |
|              | Олексій Павелько    | 12 травня 1986    | Україна  |
|              | Василь Рибак        | 2 листопада 1983  | Україна  |
|              | Денис Рябцев        | 28 січня 1984     | Україна  |
|              | Олександр Сімонов   | 8 листопада 1975  | Україна  |
|              | Євген Фальковський  | 5 лютого 1982     | Україна  |
|              | Юрій Чорний         | 19 червня 1980    | Україна  |
|              | Денис Щелкунов      | 8 жовтня 1980     | Україна  |
| Нападники    |                     |                   |          |
|              | Артем Азицький      | 17 вересня 1987   | Україна  |
|              | Ігор Бездольний     | 10 червня 1977    | Україна  |
|              | Володимир Борисюк   | 15 вересня 1987   | Україна  |
|              | Ігор Комар          | 27 вересня 1986   | Україна  |
|              | Олександр Омельянов | 10 листопада 1979 | Україна  |
|              | Олександр Собко     | 31 серпня 1982    | Україна  |
|              | Костянтин Труханов  | 3 січня 1976      | Україна  |

## Всі сезони в незалежній Україні
| Сезон   | Чемпіонат     | Чемпіонат | Чемпіонат | Чемпіонат | Чемпіонат | Чемпіонат | Чемпіонат | Чемпіонат | Кубок       | Кубок | Кубок | Кубок | Кубок | Кубок | Кубок | Примітка |
| Сезон   | Ліга          | Місце     | І         | В         | Н         | П         | М         | О         | Етап        | І     | В     | Н     | П     | М     | О     | Примітка |
| ------- | ------------- | --------- | --------- | --------- | --------- | --------- | --------- | --------- | ----------- | ----- | ----- | ----- | ----- | ----- | ----- | -------- |
| 2005/06 | Друга Група А | 8 з 16    | 28        | 10        | 11        | 7         | 38−34     | 41        | 1/32 фіналу | 2     | 1     | 0     | 1     | 1−1   | 2     |          |
| Всього  | Друга         | 1 сезон   | 28        | 10        | 11        | 7         | 38−34     | 31        | >1 сезон    | 2     | 1     | 0     | 1     | 1−1   | 2     |          |